# Coca de Huebra
Coca de Huebra es una localidad española del municipio salmantino de Berrocal de Huebra, en la comunidad autónoma de Castilla y León.

## Ubicación
Coca de Huebra está ubicada en una ladera, rodeada de suaves colinas. Al este de la localidad pasa un arroyuelo que termina desembocando en el río Huebra, al sur de la localidad.

## Historia
A mediados del siglo XIX, la localidad, por entonces cabeza de un municipio independiente, contaba con una población de 39 habitantes. Aparece descrita en el sexto volumen del Diccionario geográfico-estadístico-histórico de España y sus posesiones de Ultramar de Pascual Madoz de la siguiente manera: 

COCA DE HUEBRA: l. con ayunt. en la prov. y dióc. de Salamanca (8 leg.), part. jud. de Sequeros (5 1/2), aud. terr. y c. g. de Valladolid (30):  sit. en una ladera rodeada de colinas de poca elevacion, bien ventilada, cuyo clima es sano. Tiene 17 casas de humilde construccion, entre ellas la que el ayunt. ocupa para sus sesiones y demás trabajos; una igl. bastante mediana, inmediata al pueblo con cementerio pegado á ella, aquella pertenece á la vicaria de Berrocal de Huebra y está servida por un ecónomo: las aguas du esta pobl. no son muy buenas, no aprovechando otros manantiales de mejor calidad que sirven de abrevadero á los ganados. Su térm. confina al N. con Berrocal de Huebra; E. Alcazaren; S. y O. Avililla; su estension de N. á S. es de 1/2 leg. y de E. á 0. de 1/4. El terreno es algo pedregoso, flojo y muy poco de regadio, perteneciente en su mitad á D. Vicente Muñiz, vec. de Fuentes de Ropel, y la otra mitad de D. Francisco Ligero, de Toro: hay en él dos charcas, una de aguas permanentes, y un arroyuelo de agua constante que corriendo de N. á S. baña al pueblo por el E. y va á desembocar en el Huebra: este r., sobre el que hay un puente de madera en muy mal estado; pasa al S. formando lim.; en otro tiempo sus aguas daban movimiento á un molino que hoy se ve destruido. Los caminos son vecinales entre los pueblos limítrofes. La correspondencia se recibe los martes, y se va por ella á Tamames. prod.: trigo, cebada, centeno y algunos garbanzos, lino y patatas, aunque en cantidad apenas para el consumo, menos el trigo que se vende alguno; abunda el ganado de todas clases, especialmente lanar y cerdoso que se vende bastante. 
pobl.: 12 vec., 39 alm. cap. terr. prod.: 247,500 rs. imp.: 12,375.
(Madoz, 1847, p. 498)

La localidad, perteneciente hoy día al término municipal de Berrocal de Huebra, en 2021 tenía censados 12 habitantes.